# 브뤼셀 시청사

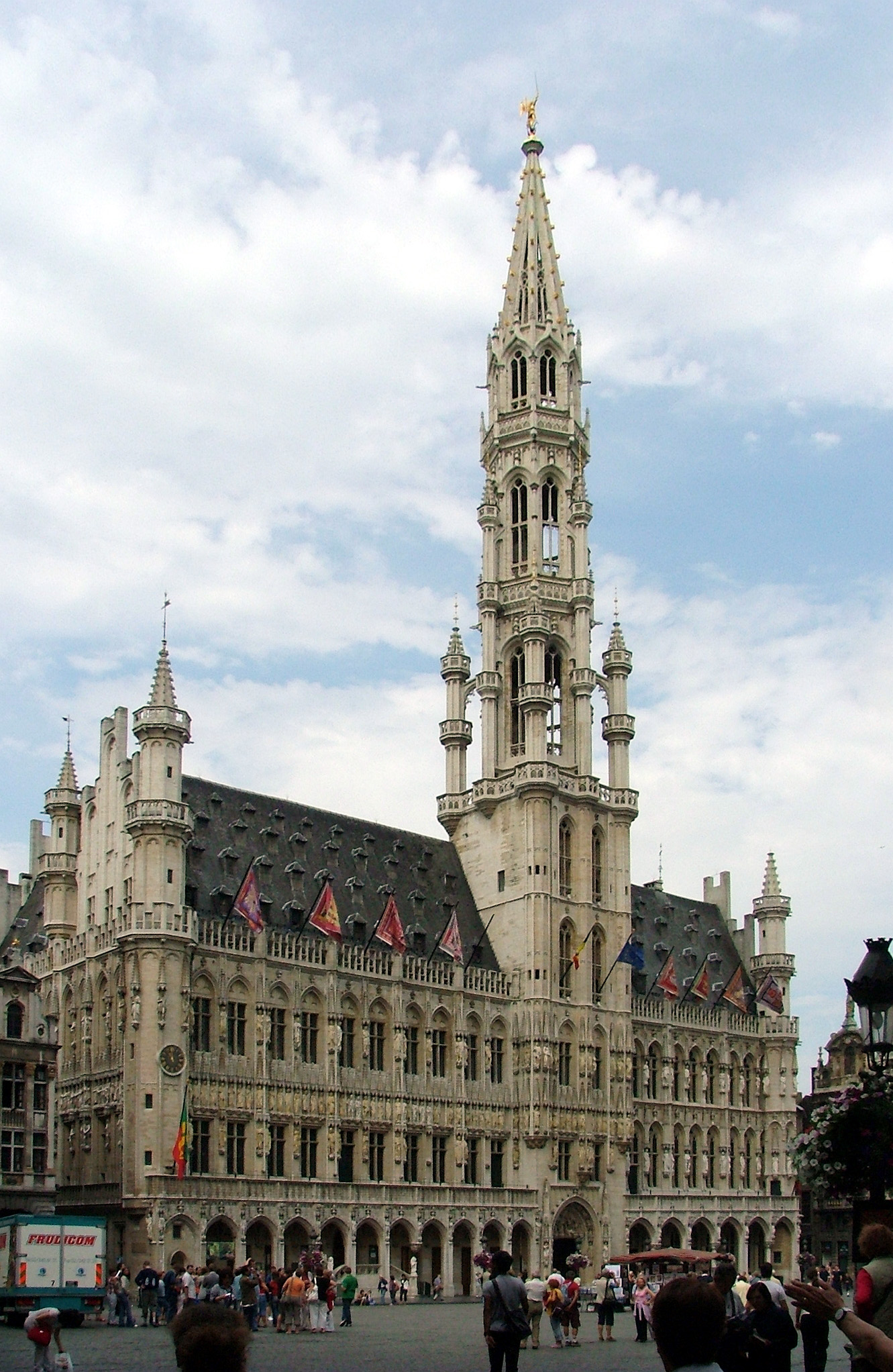
브뤼셀 시청사

브뤼셀 시청사(프랑스어: Hôtel de ville de Bruxelles, 네덜란드어: Stadhuis van Brussel)는 벨기에 브뤼셀의 시청사로, 그랑플라스에 위치하고 있다. 고딕 건축을 취한다.